# Microbryum curvicolle
Microbryum curvicolle är en bladmossart som beskrevs av Richard Henry Zander 1993. Microbryum curvicolle ingår i släktet pottmossor, och familjen Pottiaceae. Inga underarter finns listade i Catalogue of Life.